# Paul Scheffer (Soziologe)

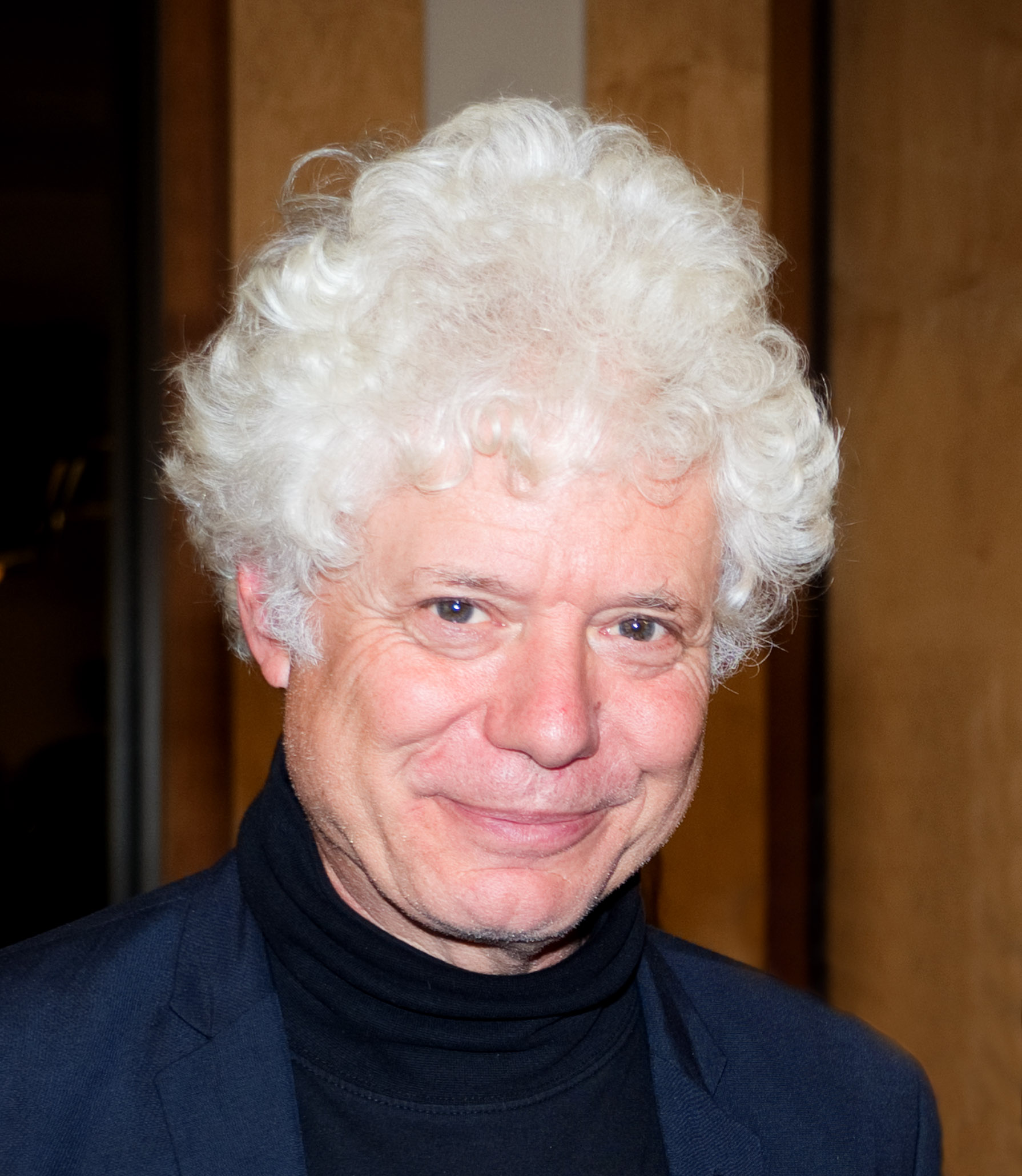
Paul Scheffer, 2015

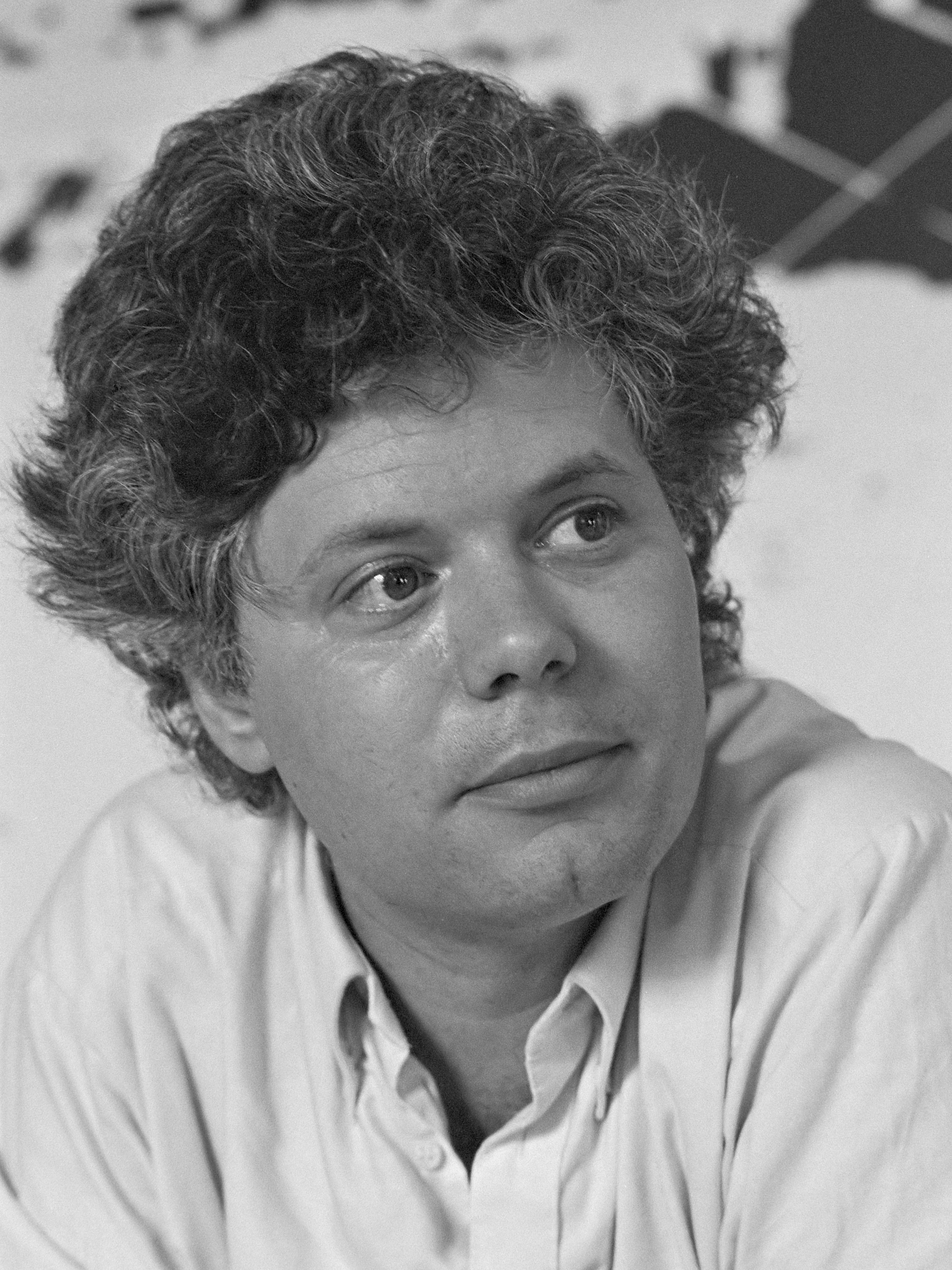
Paul Scheffer, 1988

Paul Scheffer (geboren 3. September 1954 in Nijmegen) ist ein niederländischer Professor, Soziologe und Journalist und prominentes Mitglied der Partij van de Arbeid.

## Leben
Paul Scheffer arbeitete lange Zeit für die Wiardi-Beckman-Stiftung, dem wissenschaftlichen Büro der Partij van de Arbeid.
Am 29. Januar 2000 schrieb er im NRC Handelsblad einen Artikel mit dem Titel Het multiculturele drama (deutscher Titel: Das multikulturelle Drama), mit dem er in den Niederlanden eine heftige Debatte über Immigration auslöste, die noch bis heute andauert.
Von 2003 bis 2011 war Scheffer Inhaber des Wibaut-Lehrstuhls für Probleme der Großstadt an der Universität von Amsterdam. Gegenwärtig ist er Professor an der Universität Tilburg.
Im Februar 2005 dachte Scheffer darüber nach, sich als Spitzenkandidat für die Partij van de Arbeid (PvdA) für die folgenden Wahlen zur Zweiten Kammer aufstellen zu lassen. Er führte hierzu ein Orientierungsgespräch mit dem Parteivorsitzenden Ruud Koole und ließ gleichzeitig wissen, dass er in PvdA-Parteiführer Wouter Bos wenig sehen würde. Kurz danach erklärte das Kabinett Balkenende II, dass sich Scheffer doch nicht zur Verfügung stellen wolle.
Im Oktober 2007 erschien Scheffers Het land van aankomst (deutscher Titel: „Die Eingewanderten“). Mit dem Buch will er mehr Sachlichkeit in die Kontroverse bringen. Scheffer zeichnet darin die Geschichte der Zuwanderung, warnt vor einer Falschinterpretation der Toleranz und fordert ein Ende der Gleichgültigkeit gegenüber Zuwanderern. Das Buch wurde umgehend zum öffentlichen Gesprächsthema. Momentan liegt in den Niederlanden die zehnte Auflage in den Geschäften.
Scheffer ist verheiratet, Vater eines Kindes und lebt in Amsterdam. Er ist Enkel des niederländischen Philosophen Herman Wolf.

## Publikationen
- Een tevreden natie: Nederland en het wederkerend geloof in de Europese status quo. Amsterdam: Bert Bakker, 1988. ISBN 978-90-351-0616-1
- Het verleden vergt onderhoud (Ketelaar-lezing). Den Haag: Nationaal Archief, 2005. ISBN 978-90-74920-19-3
- Het land van aankomst. Amsterdam: De Bezige Bij, 2007. ISBN 978-90-234-7070-0
- Die Eingewanderten. Toleranz in einer grenzenlosen Welt., Carl Hanser Verlag, München 2008, ISBN 3-446-23080-7[4][5]; Neuausgabe, mit einer Einleitung, übersetzt von Gregor Seferens, Andreas Ecke, Heike Baryga, Gerd Busse, Carl Hanser, München 2016, ISBN 978-3-446-25182-3.